# 福克顿 (南达科他州)
福克顿（英語：Faulkton），是美国南达科他州下属的一座城市。根据2010年美国人口普查，该市有人口737人。论人口在本州排行第85。